# Многочлен паросочетаний
Многочлен паросочетаний — производящая функция для числа паросочетаний различных размеров в графе.

## Определения
Известны несколько связанных типов определений:
{\displaystyle m_{\Gamma }(x):=\sum _{k\geq 0}m_{k}x^{k},}
{\displaystyle M_{\Gamma }(x):=\sum _{k\geq 0}(-1)^{k}m_{k}x^{n-2k},}
{\displaystyle \mu _{\Gamma }(x,y):=\sum _{k\geq 0}m_{k}x^{k}y^{n-2k},}
где {\displaystyle m_{k}} обозначает число паросочетаний из {\displaystyle k} пар вершин графа {\displaystyle \Gamma }.

### Замечания
Каждый тип имеет свои преимущества, и все эквивалентны путем несложных преобразований. Например,
{\displaystyle M_{\Gamma }(x)=x^{n}m_{\Gamma }(-x^{-2})}
и
{\displaystyle \mu _{\Gamma }(x,y)=y^{n}m_{\Gamma }(x/y^{2}).}